# Олимпийский приз за альпинизм
Олимпийский приз за альпинизм (фр. Prix olympique d’alpinisme) — почётное награждение золотой Олимпийской медалью за выдающиеся успехи в области альпинизма, достигнутые  в течение четырёх лет перед проведением очередных Олимпийских игр. Награда вручалась трижды: первый раз на зимних ОИ и два раза на летних. Трагическим сопровождением этого приза было неоднократное посмертное награждение. 

## История
Предложение награждать золотой медалью за крупные достижения в сфере альпинизма и горного туризма было одобрено ещё на учредительном конгрессе Международного олимпийского комитета (МОК) 16—23 июня 1894 года в Париже. Тогда эту идею активно поддерживал основатель современного олимпийского движения Пьер де Кубертен.  Начиная с первых летних Игр, было предусмотрено такое награждение альпинистов за их выдающиеся заслуги. Однако на Олимпиадах 1896, 1900, 1904 и 1908 годов никто не выдвигал претендентов на медаль. 
На V летней  Олимпиаде 1912 года были номинированы альпинисты, но организаторы Игр решили никого из них не награждать. Одной из причин отказа стало использование платных гидов в экспедициях, что расценивалось как нарушение Олимпийской хартии. Кроме того, очень трудно было сопоставлять различные виды альпинизма и скалолазания, сравнивать их сложность с учётом погодных условий, рельефа, характера горных троп и так далее. Подобные затруднения обсуждались и после перерыва в Играх из-за  Первой мировой войны, и дальше вплоть до XI летней Олимпиады 1936 года. Самым старшим из всех альпинистов, отмеченных золотой Олимпийской медалью, был Чарльз Брюс (57 лет), а самым младшим — Тони Шмидт (22 года).
После  Второй мировой войны альпинизм окончательно выпал из программы летних и зимних Олимпиад, хотя официального решения МОК по этому поводу не было. Международный союз альпинистских ассоциаций, с 1995 года входящий в состав спортивных объединений, признанных МОК (англ. Association of the IOC Recognized International Sports Federations, ARISF), добивается признания спортивного скалолазания олимпийским видом спорта.

## Призёры

### Зимние Олимпийские игры 1924

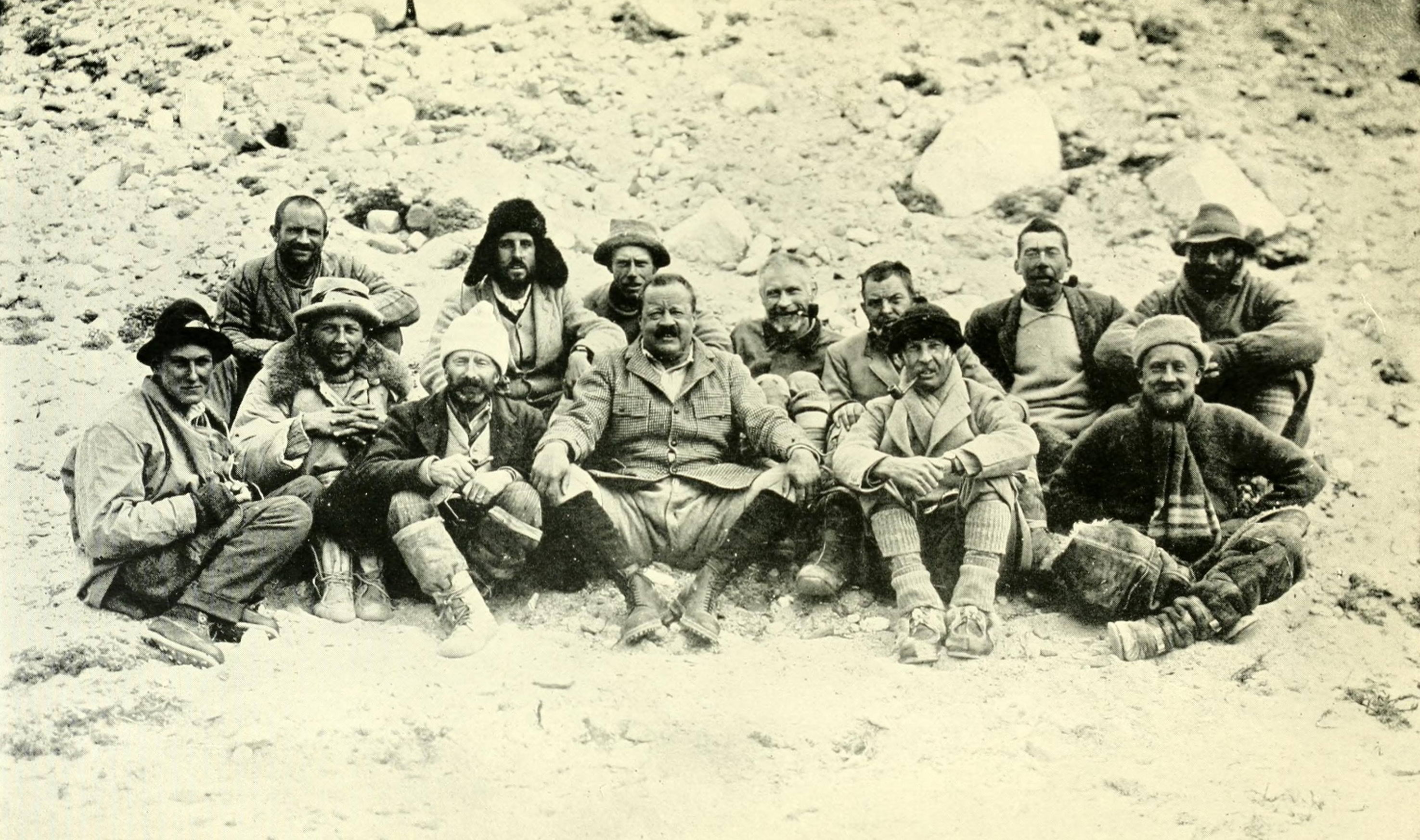
В экспедиции на Джомолунгму (1922)

На первых зимних Олимпийских играх 1924 года  почётный приз был впервые вручён во время церемонии закрытия Игр 5 февраля. Его получили участники Британской экспедиции на Джомолунгму, которые в 1922 году достигли рекордной высоты под руководством бригадного генерала Чарльза Брюса. 
Альпинисты — представители Великобритании, Австралии, Индии и Непала, завоевали как одну общую командную золотую медаль, так и персональные медали. Посмертно были награждены семь попавших под  лавину шерпов, золотые медали которых привезли в Дарджилинг, чтобы вручить семьям погибших. 
Во время закрытия Игр на большом катке стадиона каждую из тринадцати золотых медалей альпинистам персонально вручал барон Пьер де Кубертен. Чарльз Брюс, готовивший в это время следующее восхождение, на церемонии отсутствовал. Его заместитель Эдвард Лайл Стратт, принимавший как общую командную награду, так и личную для Чарльза Брюса, пообещал заслужить золотые медали и за следующую экспедицию.
При очередном восхождении на Эверест в 1924 году погиб награждённый за участие в экспедиции 1922 года Джордж Мэллори в связке с напарником Эндрю Ирвином.

### Летние Олимпийские игры 1932

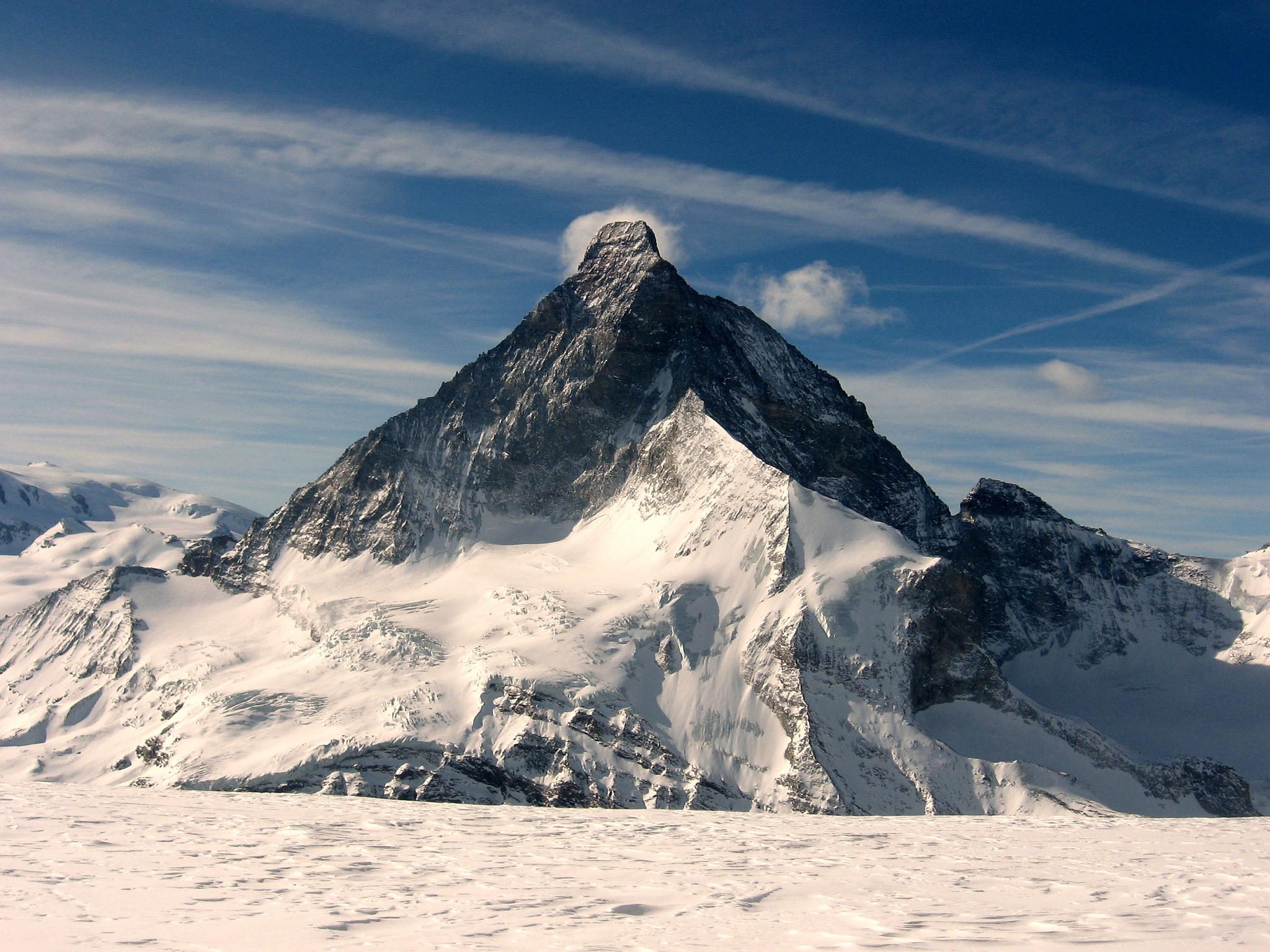
Северная стена Маттерхорна

На X летней Олимпиаде 1932 года в Лос-Анджелесе по предложению члена МОК и президента  НОК Германии Теодора  Левальда,  которого активно поддержал итальянский представитель МОК Альберто Бонакосса, в рамках   конкурсов искусств были номинированы на почётный приз и награждены золотыми медалями немецкие альпинисты — братья  Франц и Тони Шмид за первое восхождение по северной стене на вершину Маттерхорна, которое они совершили 31 июля — 1 августа 1931 года.
На церемонии закрытия Игр 14 августа 1932 года получать награду для альпинистов пришлось Теодору Левальду, поскольку младший из братьев Тони Шмид погиб в горах Австрии 16 мая 1932 года при очередном восхождении. 

### Летние Олимпийские игры 1936
Последнее награждение почётным призом альпинизма состоялось на XI летней Олимпиаде 1936 года в Берлине. Одну золотую медаль на двоих завоевали представители  Швейцарии — семейная пара Хетти Диренфурт и Гюнтер Оскар Диренфурт (англ. Günter Oskar Dyhrenfurth).

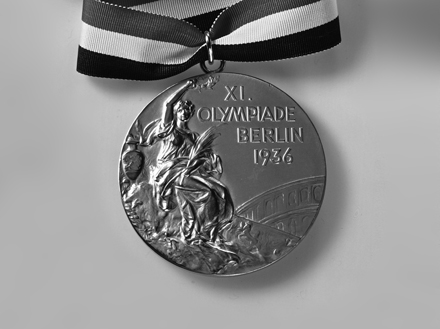
Медаль XI летней Олимпиады

Немецкий профессор геологии Гюнтер Оскар Диренфурт (годы жизни 1886—1975) руководил двумя Международными Гималайскими экспедициями 1930 и  1934 годов. Участвовавшая в них Хетти Диренфурт установила мировой рекорд для женщин при восхождении на западную вершину Сиа Кангри (7315 м) в горной системе Каракорум. Книга Хетти Диренфурт «Memsahb im Himalaja», изданная в Лейпциге в 1931 году, была бестселлером. В 1932 году супруги получили швейцарское гражданство.  Нацисты были очень недовольны присуждением золотой медали Диренфуртам.